# Морелли ди Пополо, Витторио
Витторио Морелли ди Пополо (итал. Vittorio Morelli di Popolo, 11 мая 1888, Турин, Италия — 1 апреля 1963, Турин, Италия) — итальянский футболист и тренер, играл на позиции защитника. В качестве игрока прежде всего известен по выступлениям за клуб «Торино», а также национальную сборную Италии.

## Клубная карьера
Во взрослом футболе дебютировал в 1907 году выступлениями за команду клуба «Торино», цвета которого защищал на протяжении всей своей карьеры, которая длилась девять лет.

## Выступления за сборную
В 1912 году дебютировал в официальных матчах в составе национальной сборной Италии. Провёл в форме главной команды страны только один матч. В составе сборной был участником футбольного турнира на Олимпийских играх 1912 года в Стокгольме.

## Карьера тренера
Начал тренерскую карьеру, вернувшись к футболу после длительного перерыва, в 1930 году, возглавив тренерский штаб клуба «Торино». Опыт тренерской работы ограничился этим клубом, в котором Морелли ди Пополо работал до 1931 года.
Умер 1 апреля 1963 года на 75-м году жизни в городе Турин.